# Baden TV
Die Baden TV GmbH ist ein privater Regionalsender mit Sitz in Karlsruhe.

## Gesellschafter
Unter den Gesellschaftern von Baden TV befinden sich u. a. Gottfried Greschner (Vorstandsvorsitzender init), die J. Esslinger GmbH & Co. KG (Pforzheimer Zeitung), die b.i.g. gruppe-management GmbH, die Hoepfner Bräu Friedrich Hoepfner Verwaltungsgesellschaft mbh & Co. KG sowie Günter Pilarsky.

## Programm

Baden-TV-Logo bis Anfang 2017

Baden TV strahlt ein regionales Vollprogramm für Karlsruhe, den Landkreis Karlsruhe, Rastatt, Baden-Baden und Pforzheim sowie den Enzkreis aus. Das Programm konzentriert sich mit der Nachrichtensendung Baden TV Aktuell auf die Hauptsendezeit um 18.00 Uhr. Ein weiteres Programmelement bilden die Baden TV Magazine mit verschiedenen Schwerpunkten. Im November 2016 wurde durch die Gründung von Baden TV Süd ein zweites Sendegebiet mit den Stadt- und Landkreisen Freiburg, Emmendingen, Breisgau-Hochschwarzwald, Ortenaukreis, Lörrach und Waldshut erreicht.
Seitdem befindet sich neben der Redaktion im Stammsitz in Karlsruhe eine eigene Redaktion in Freiburg. Die Sendetechnik für Baden TV sowie Baden TV Süd befindet sich in Karlsruhe. Im dortigen Studio werden Montag bis Freitag auch die beiden Live-Nachrichtensendungen, Baden TV Aktuell und Baden TV Süd aktuell, für das jeweilige Sendegebiet produziert.[veraltet] Baden TV Süd übernimmt damit das Gebiet von TV Südbaden, das im Januar 2015 seinen Betrieb aus finanziellen Gründen eingestellt hat.

## Empfang
Baden TV bietet mehrere Empfangsarten an: Über Kabel ist es im Netz von Vodafone in Teilen Baden-Württembergs(Kanal S04) empfangbar. Eine europaweite Empfangbarkeit wird per digitalem Satellitenrundfunk (Astra 1H) im stündlichen Wechseln mit dem Schwestersender Baden TV Süd gewährleistet. Auch über MagentaTV, AMAZON Fire TV Stick und Zattoo ist Baden TV zu empfangen. Des Weiteren ist das komplette Programm rund um die Uhr im Internet zu verfolgen, verbunden mit der Möglichkeit, alle Videos nach der Sendung als Video-on-Demand in der Mediathek des Senders sowie der Baden TV App abzurufen.